# Nezakcij
Nezakcij (latinsko: Nesactium), utrjeno antično glavno mesto Histrov v južni Istri na sedanji lokaciji Vizače med vasema Muntić in Valtura, kakšnih deset kilometrov vzhodno od Pulja. 

## Zgodovina
Prvi podatki o Nezakciju izhajajo iz antičnih virov. Rimski zgodovinar Livij v svojem znamenitem delu  Ab Urbe Condita (Zgodovina Rima) v opisu vojn med Rimljani in Histri v 2. stoletju pr. n. št. omenja tri histrska mesta: Nesactium (glavno mesto), Mutilla in Faveria.
Histri so se zelo močno upirali rimskemu ekspanzionizmu, predvsem v obdobju od leta 181-177 pr. n. št., ko jim je vladal kralj Epulon. Rimljanom je leta 177 pr. n. št. uspelo z veliko vojsko premagati Epulona in osvojiti Nezakcij. Epulon je naredil samomor, preživele branilce pa so pobili ali prodali v suženjstvo. Mutilo in Faverijo, ki sta se po padcu Nezakcija še upirali Rimljanom, je doletela enaka usoda. Histri so izgubili svojo neodvisnost in so se hitro romanizirali.
Rimljani so mesto porušili in kasneje na istem mestu zgradili novo, urbanistično dobro organizirano mesto. Na osrednjem platoju so zgradili forum, tri svetišča, velike terme in druge javne zgradbe. Na pobočjih griča so bile razkošne zasebne zgradbe, ob cesti proti Pulju pa je bila nekropola. Ko so Rimljani leta 46-45 pr. n. št. antično grško kolonijo Polai povišali v Pietas Iulia (sedanji Pulj), je začel Nezakcij izgubljati svoj pomen. 
Postopna slabitev rimske države je povzročila številne spremembe: mesto se je iz antičnega municipija pretvorilo v poznoantično utrjeno naselje. Razkošne terme so preuredili v stanovanjske in poslovne objekte, južni del pa v 5. stoletju v dve mogočni kultni zgradbi. Na severni in južni strani mesta so zgradili manjšo in večjo baziliko, ki sta veliko prispevali k poznavanju zgodnjekrščanske cerkvene arhitekture.
Mesto je preživelo propad Rimskega cesarstva in razvoj krščanstva, dokler ni v 7. stoletju propadlo zaradi vdorov barbarov.

## Arheološke najdbe
Na griču nad zalivom Budava so se ohranili ostanki prazgodovinskega, antičnega in poznoantičnega Nezakcija. Nahajališče je sedaj svojevrsten arheološki park s konzerviranimi arhitektonskimi ostanki iz antičnega in poznoantičnega obdobja. 
Staro mesto je bilo obdano z 800 m dolgim obzidjem, ki so ga odkrili in odkopali med letoma 1932 in 1934. Obrambno obzidje je bilo zgrajeno v 5. stoletju in prilagojeno obliki terena. Na samem vhodu v mesto med rimskimi in prazgodovinskimi vrati je bila bogata prazgodovinska nekropola s približno 250 grobovi. V grobovih so našli keramične žare in razne keramične in železne grobne pridatke. Najdeni predmeti kažejo na slojevitost naseljevanja in pokopavanja v obdobju od 11. stoletja pr. n. št. do rimske osvojitve. Luksuzni uvoženi izdelki kažejo na povezanost Nezakcija in histrske kulture s kulturami iz celega Sredozemlja in Srednje Evrope.
V 6. stoletju pr. n. št. so Nezakciju izdelovali izjemne umetniške predmete v obliki kamnitih plošč in kipov ljudi in živali. Večina predmetov je bila odkrita na pokopališču. Nekateri predmeti so se, na žalost, kasneje uporabljali tudi v druge namene. Iz najdenih predmetov je razvidno, da je bila histrska civilizacija pod stalnim vplivom sosedov, kar dokazujejo okraski in način izdelave.
Dokaz pomembne preteklosti je tudi votivni žrtvenik cesarja Gordijana, na katerem je omenjena Res Publica Nesactiensium.
Pod enim od rimskih svetišč so leta 1981 odkrili keramične izdelke, ki niso histrskega izvora in bi lahko bili dokaz za razvito trgovino ali pa so bili del piratskega plena. Piratstvo je bilo namreč pomemben del histrskega gospodarstva in predmet sporov z antičnim Rimom.